# Галешићи
Галешићи је насељено место у Босни и Херцеговини у општини Доњи Вакуф. Административно припада Федерацији Босне и Херцеговине. Према попису становништва из 2013. у насељу је живјело 169 становника, а већину популације чинили су Бошњаци.

## Становништво
По последњем службеном попису становништва из 2013. године у насељу Галешићи живело је 169 становника. Апсолутну етничку већону у слеу чине Бошњаци.
| Националност | 2013. | 1991.        | 1981.        | 1971.      |
| Бошњаци      | —     | 327 (93,97%) | 180 (86,54%) | 152 (100%) |
| Срби         | —     | 15 (4,31%)   | 25 (12,02%)  | —          |
| остали       | —     | 6 (1,72%)    | 3 (1,4%)     | —          |
| Укупно       | 169   | 348          | 208          | 152        |